# Zederhaus
Zederhaus est une commune autrichienne du district de Tamsweg dans l'État de Salzbourg.

## Géographie

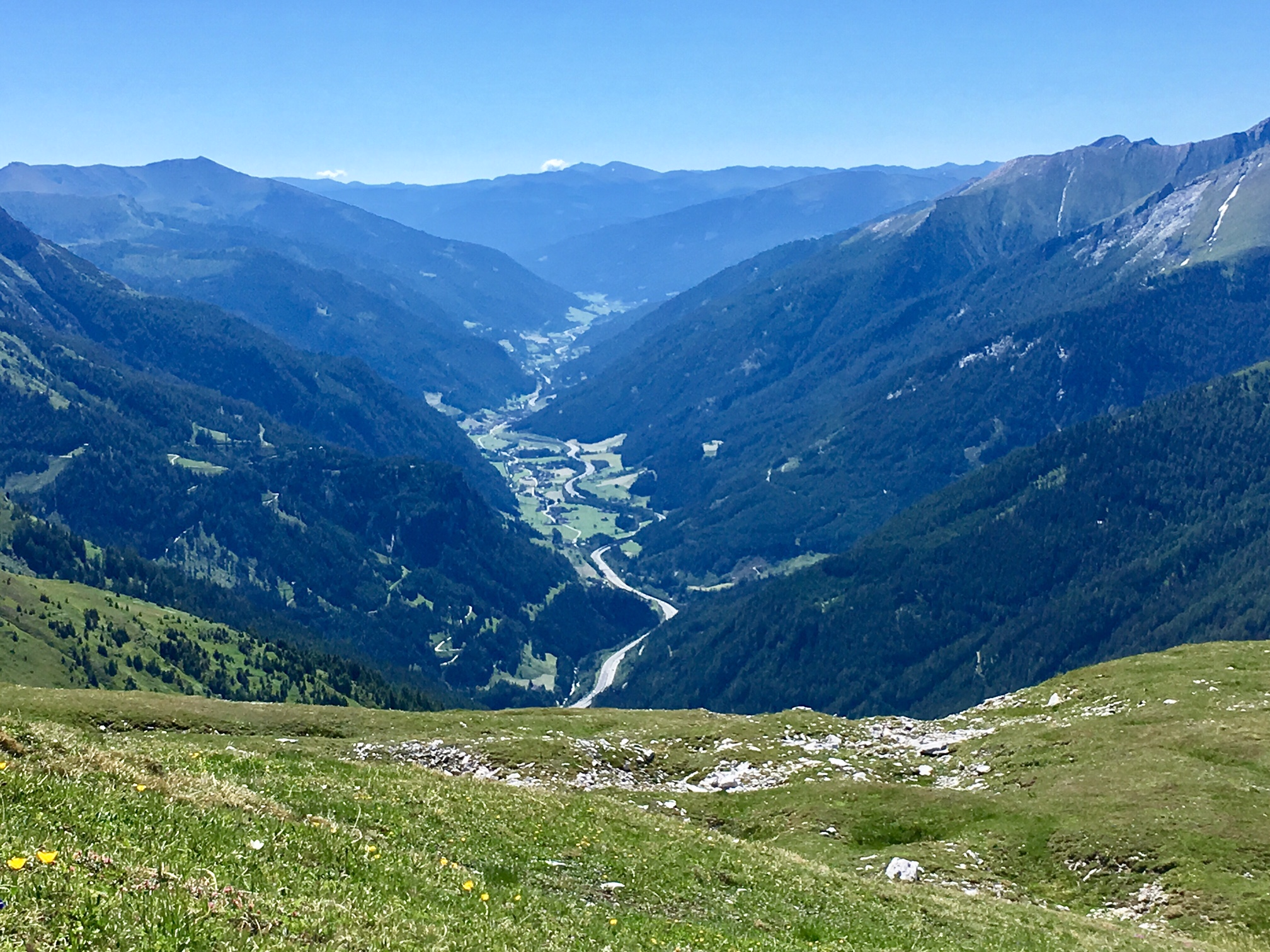
Vue sur la vallée de Zederhaus.

Situé dans la région historique de Lungau, le territoire communal de Zederhaus s'étend le long d'une vallée dans les Niedere Tauern, un massif des Alpes orientales centrales, culminant au Weisseck à 2 711 m d'altitude. La portion nord-ouest de la vallée fait partie d'une réserve de biosphère.
L'autoroute A10 (Tauern Autobahn) traverse la vallée ; la jonction de Zederhaus permet d'atteindre la ville de Salzbourg, capitale du Land. Une route régionale descend à la commune voisine de Sankt Michael au sud-est.

## Personnalités
- Heimo Pfeifenberger (né en 1966), footballeur.